# Adrian Borza
Adrian Borza (* 19. Januar 1967 in Turda) ist ein rumänischer Komponist und Musikpädagoge.

## Leben
Borza absolvierte ab 1974 eine Violin- und Klavierausbildung am College Sigismund Toduță in Cluj-Napoca. Von 1987 bis 1990 studierte er Komposition bei Cristian Misievici an der Universität von Iasi, danach bis 1992 bei Cornel Țăranu an der Musikakademie Gheorghe Dima in Cluj-Napoca. Schließlich belegte er Kurse in Musikanalyse und Komposition bei Pascal Bentoiu (1988), Aurel Stroe (1994) und Lucian Mețianu (1995).
Von 1992 bis 2004 unterrichtete er Musikanalyse an der Musikakademie Gheorghe Dima, von 1993 bis 1995 Harmonielehre und Chorsatz. 1995 initiierte er die Einführung von Kursen für elektronische Musik, die er bis 2001 gab. 2004 erlangte er den Grad eines Ph. D. in Musik mit der Arbeit Computer Assisted Composition Techniques in Personal Works.
2000 gründete er das Aufnahmestudio CMP/Computer Music Production, das er bis 2004 leitete. Hier arbeitete er mit Komponisten wie Ioan Goilă, János Kőrössy, Adrian Pop, Nicolas Simion, Valentin Timaru, David Tuil, Erich Türk, Hans Peter Türk und Cornel Țăranu zusammen. Danach wurde er Berater für Audiotechnik an der Musikfakultät der Universität Montreal. Borza entwarf verschiedene Programme für die Erzeugung von Computer- und elektroakustischer Musik.
Im Mittelpunkt seiner kompositorischen Tätigkeit steht elektroakustische Musik, daneben schuf er auch Orchester- und Chorwerke, Kammermusik und Stücke für Soloinstrumente.

## Werke
- Trei cântece für Sopran und Klavier nach Gedichten von George Bacovia, 1986
- Metacromie I für Cello, 1987
- Metacromie II für Viola, 1988
- Numele Ierbii für Sopran und Orchester, 1988
- Dialogos für Flöte und Viola, 1989
- Diptic für Violine und Viola, 1989
- Klaviersonate, 1990
- Adagio astrale für sechs Flöten, 1991
- Module 5 für fünf Instrumente, 1992
- Turca-n Pod für Klavier, 1992
- Dysthymia für Blockflöte, Violine, Gambe und Cembalo, 1993
- RX-1100 für Trompete und Liveelektronik, 1993
- Structuri analoge für Klarinette, Klavier und Schlagzeug, 1994
- Algorithm für Posaunenquartett, 1994
- Désintegration für Flöte und Tonband, 1994
- Doua colinde für gemischten Chor a cappella, 1994–95
- Cvartet de coarde, 1995
- Patru coruri für gemischten Chor a cappella nach Gedichten von Lucian Blaga, 1996
- Réflections automnaux sur Mozart für Cembalo, 1996
- akSax für Saxophonquartett, 1997–98
- akSax II für Saxophon und Gitarre, 1998
- Titanic Waltz, 1998,
- Chaconne für Gitarre, 1999
- Fractus I für Live-Computer, 1999
- Calator cu tramvaiul für Elektronik, 1999
- Fractus II für Live-Computer, 1999
- Penitentiary, 2001
- Fractus III für Schlagzeug und Live-Computer, 2001
- Suita transilvana für Blockflöte, Querflöte, Cello und Cembalo, 2003
- Point. Line. Spot für Streichorchester, 2003
- Increat für Elektronik, 2003
- Yak für MIDI-Keyboard und Computer, 2004
- Trois études acousmatiques für Elektronik, 2004
- Cinq minutes cinéma pour l’oreille für Elektronik, 2005,
- Music for MIDI Keyboard and Interactive Computer, 2005
- Imparatesele Vântului für Saxophon und Schlagzeug, 2006
- 80 after Max für MIDI-Keyboard und Computer, 2006
- Today is the Day. 365 Concise Music Pieces für MIDI-Keyboard und Computer, 2007
- The Decipher für MIDI-Keyboard und Computer, 2007
- Luxury of Loneliness für MIDI-Keyboard und Computer, 2007
- Fractus IV für Elektronik, 2007
- Dusk für Elektronik, 2007
- Today is the Day: Take a wild guess für MIDI-Keyboard und Computer, 2007
- Increat II für Elektronik, 2007
- Relocation für Saxophon, MIDI-Keyboard und Computer, 2007